# テレビ向けポータル
テレビ向けポータル（テレビむけポータル）とは、主にインターネット接続機能を持ったテレビ受像機向けにコンテンツを提供することを目的としたポータルサイトのこと。

## 概要
日本においては、2003年に放送を開始した地上デジタルテレビジョン放送に対応したテレビ受像機の規格を定めた「ARIB STD-B21」において、双方向通信のためのインタフェースの一つとしてイーサネット端子及びTCP/IPプロトコルスタックが規格に盛り込まれたことから（ただし必須ではない）、大画面テレビ等の高級機種において、データ放送以外にこの機能を利用したインターネット接続機能が提供される機種が増えた。
これらの要因から、通常のパソコン・携帯電話向けサイトとは別に、テレビの特性を生かした専用ポータルサイトが開設された。当初はパナソニックの「Tナビ」、ソニーの「TVホーム」のように、テレビ受像機を製造する家電メーカーが自社のユーザ向けに独自のポータルサイトを用意するケースが多かったが、2007年に日本国内の主要テレビメーカー5社が共同で「アクトビラ」をスタートさせたため、現在はアクトビラを標準ポータルとして対応するメーカーが多くなった（ただしその後、日立製作所などのように独自のポータルサイトを立ち上げたメーカーもある）。またNTTコミュニケーションズが2006年6月より運営している「DoTV」、Yahoo! JAPANがシャープと共同で2008年5月より発足させた「Yahoo! JAPAN for AQUOS」など、家電メーカー以外が主体となって運営されるポータルサイトも増えた。
ヤフーでは「Yahoo! JAPAN for AQUOS」のサービス開始に当たって「2008年はインターネットテレビ元年」「まずは100万という数字を目指す」と語るなど、市場開拓が目指された。
2010年代にはスマートテレビとしてインターネット対応テレビが普及し先見の明はあったものの、国内テレビメーカーの起死回生とはならず、アクトビラもサービス終了した。

## インターフェース
インターネット接続機能を持つテレビはパソコン・携帯電話のいずれとも異なる特性を持つ。パソコンと比べて、テレビのリモコンによる通常のPC向けサイトへのアクセスは「文字入力がしづらい」「離れた距離からの操作を想定していないため文字が小さく見づらい」といった問題があるため、PC向けサイトとは別に「10フィートUI」と呼ばれるテレビ向けユーザインタフェースが模索された。また初期のインターネットテレビ受像機はCPUや搭載メモリといった性能面でパソコンに大幅に劣る機種が多かったため、「カーソルの移動や画面のスクロールが遅い」「画面の解像度が低い」「Ajaxを利用したページで固まる」などの問題に直面した。

## 主なサイト
- アクトビラ（株式会社アクトビラ）
- DoTV（NTTコミュニケーションズ）
- Yahoo! JAPAN for AQUOS（ヤフー・シャープ）
- Wooonet（日立製作所）
- インタラクTV（ジュピターテレコム）
- YouTube XL